# 엠파이어 (잡지)
엠파이어(Empire)는 바우어 컨슈머 미디어가 매월 발행하는 영국의 영화 잡지이다. 1989년 7월 창간호가 발매되었다. 2008년 초에 바우어가 이맵 컨슈터 미디어에 인수하였다. 영국에서 가장 잘 팔리는 영화 잡지이고, 오스트레일리아, 터키, 러시아, 포르투갈에서도 발매되고있다. 매년 엠파이어상을 개최하고 있다.